# Caradrina
Caradrina là một chi bướm đêm thuộc họ Noctuidae. It consist of the Loài của the Paradrina và Platyperigea subgenera, although some authors treat these as separate.

## Các loài
- Caradrina abruzzensis (Draudt, 1933)
- Caradrina adriennea Hacker & Gyulai, 2004
- Caradrina africarabica (Plante, 1998)
- Caradrina afrotropicalis Hacker, 2004
- Caradrina agenjoi (Boursin, 1936)
- Caradrina agrotina Staudinger, 1891
- Caradrina alana Druce, 1890
- Caradrina albina Eversmann, 1848
- Caradrina aldegaitheri Wiltshire, 1986
- Caradrina alfierii (Boursin, 1937)
- Caradrina altissima Hacker, 2004
- Caradrina ammoxantha Boursin, 1957
- Caradrina amseli (Boursin, 1936)
- Caradrina armeniaca (Boursin, 1936)
- Caradrina asinina Saalmüller, 1891
- Caradrina aspersa Rambur, 1834
- Caradrina asymmetrica (Boursin, 1936)
- Caradrina atriluna Guenée, 1852
- Caradrina atrostriga (Barnes & McDunnough, 1912)
- Caradrina avis Pinker, 1979
- Caradrina azim Boursin, 1957
- Caradrina bactriana Boursin, 1967
- Caradrina baltistana Hacker, 2004
- Caradrina belucha Swinhoe, 1885
- Caradrina beta (Barnes & Benjamin, 1926)
- Caradrina bistrigata Bremer & Grey, 1853
- Caradrina bodenheimeri Amsel, 1935
- Caradrina boursini (Wagner, 1936)
- Caradrina brandti (Boursin, 1939)
- Caradrina callicora (Le Cerf, 1922)
- Caradrina camina (Smith, 1894)
- Caradrina casearia Staudinger, [1900]
- Caradrina chinensis Leech, 1900
- Caradrina clavipalpis – Pale Mottled Willow (Scopoli, 1763)
- Caradrina conditorana Pinker, 1979
- Caradrina danieli Rungs, 1950
- Caradrina derogata (Walker, 1865)
- Caradrina diabolica (Boursin, 1942)
- Caradrina didyma (Boursin, 1939)
- Caradrina distigma Chrétien, 1913
- Caradrina distinctoides Poole, 1989 (đồng nghĩa: Caradrina distincta (Barnes, 1928))
- Caradrina doleropsis (Boursin, 1939)
- Caradrina draudti (Boursin, 1936)
- Caradrina dubitata (Maassen, 1890)
- Caradrina eberti (Hacker, 1992)
- Caradrina ectomelaena (Hampson, 1916)
- Caradrina edentata (Berio, 1941)
- Caradrina eremicola (Plante, 1998)
- Caradrina eremocosma (Boursin, 1937)
- Caradrina eucrinospila (Boursin, 1936)
- Caradrina eugraphis Janse, 1938
- Caradrina eva Boursin, 1963
- Caradrina expansa Alphéraky, 1897
- Caradrina falciuncula (Varga & Ronkay, 1991)
- Caradrina fergana Staudinger, [1892]
- Caradrina ferida Pagenstecher, 1893
- Caradrina fibigeri Hacker, 2004
- Caradrina filipjevi (Boursin, 1936)
- Caradrina flava Oberthür, 1876
- Caradrina flavirena Guenée, 1852
- Caradrina flavitincta (Hampson, 1909)
- Caradrina fulvafusca Hacker, 2004
- Caradrina furcivalva (Hacker, 1992)
- Caradrina fuscicornis Rambur, 1832
- Caradrina fuscifusa (Varga & Ronkay, 1991)
- Caradrina fuscomedia Hacker, 2004
- Caradrina gandhara Hacker, 2004
- Caradrina genitalana Hacker, 2004
- Caradrina germainii (Duponchel, 1835)
- Caradrina gilva (Donzel, 1837)
- Caradrina glaucistis Hampson, 1902
- Caradrina gyulaii Hacker, 2004
- Caradrina hedychroa (Boursin, 1936)
- Caradrina hemipentha (Boursin, 1939)
- Caradrina heptarchia (Boursin, 1936)
- Caradrina himachala Hacker, 2004
- Caradrina himaleyica Kollar, 1844
- Caradrina hoenei Hacker & Kononenko, 2004
- Caradrina hypocnephas Boursin, [1968]
- Caradrina hypoleuca Boursin, [1968]
- Caradrina hypostigma (Boursin, 1932)
- Caradrina ibeasi (Fernandez, 1918)
- Caradrina immaculata Motschulsky, 1860
- Caradrina ingrata Staudinger, 1897
- Caradrina inopinata Hacker, 2004
- Caradrina intaminata (Walker, 1865)
- Caradrina inumbrata (Staudinger, 1900)
- Caradrina inumbratella Pinker, 1979
- Caradrina isfahana Hacker, 2004
- Caradrina jacobsi (Rothschild, 1914)
- Caradrina kadenii Freyer, 1836
- Caradrina kashmiriana Boursin, [1968]
- Caradrina katherina Wiltshire, 1947
- Caradrina kautti Hacker, 2004
- Caradrina khorassana (Boursin, 1942)
- Caradrina klapperichi Boursin, 1957
- Caradrina kravchenkoi Hacker, 2004
- Caradrina lanzarotensis Pinker, 1962
- Caradrina leucopis Hampson, 1902
- Caradrina levantina Hacker, 2004
- Caradrina likiangia (Berio, 1977)
- Caradrina lobbichleri Boursin, 1970
- Caradrina localis Wiltshire, 1986
- Caradrina marginata Hacker, 2004
- Caradrina melanosema (Hampson, 1914)
- Caradrina melanura Alphéraky, 1897
- Caradrina melanurina (Staudinger, 1901)
- Caradrina mendica Maassen, 1890
- Caradrina meralis Morrison, 1875
- Caradrina merzbacheri Boursin, 1960
- Caradrina minoica Hacker, 2004
- Caradrina mirza Boursin, 1957
- Caradrina mona (Barnes & McDunnough, 1912)
- Caradrina monssacralis (Varga & Ronkay, 1991)
- Caradrina montana Bremer, 1864 (đồng nghĩa: Caradrina extima (Walker, 1865))
- Caradrina morosa Lederer, 1853
- Caradrina morpheus – Mottled Rustic (Hufnagel, 1766)
- Caradrina muelleri Hacker, 2004
- Caradrina multifera Walker, [1857]
- Caradrina nadir Boursin, 1957
- Caradrina naumanni Hacker, 2004
- Caradrina nekrasovi Hacker, 2004
- Caradrina noctivaga Bellier, 1863
- Caradrina oberthuri (Rothschild, 1913)
- Caradrina olivascens Hacker, 2004
- Caradrina owgarra Bethune-Baker, 1908
- Caradrina pallidula Saarmüller, 1891
- Caradrina panurgia (Boursin, 1939)
- Caradrina parthica Hacker, 2004
- Caradrina parvaspersa (Boursin, 1936)
- Caradrina persimilis (Rothschild, 1920)
- Caradrina personata (Kuznetzov, 1958)
- Caradrina pertinax Staudinger, 1878
- Caradrina petraea Tengström, 1869
- Caradrina pexicera (Hampson, 1909)
- Caradrina phanosciera (Boursin, 1939)
- Caradrina poecila (Boursin, 1939)
- Caradrina prospera (Kuznetzov, 1958)
- Caradrina proxima Rambur, 1837
- Caradrina pseudadelpha (Boursin, 1939)
- Caradrina pseudagrotis (Hampson, 1918)
- Caradrina pseudalpina (Boursin, 1942)
- Caradrina pseudocosma (Plante, 1998)
- Caradrina pulvis (Boursin, 1939)
- Caradrina pushkara Hacker, 2004
- Caradrina rebeli Staudinger, 1901
- Caradrina rjabovi (Boursin, 1936)
- Caradrina ronkayrorum Hacker, 2004
- Caradrina roxana (Boursin, 1937)
- Caradrina salzi (Boursin, 1936)
- Caradrina sarhadica (Boursin, 1942)
- Caradrina scotoptera (Püngeler, 1914)
- Caradrina selini Boisduval, 1840
- Caradrina senecai Hacker, 2004
- Caradrina shugnana Hacker, 2004
- Caradrina signa (Fletcher, 1961)
- Caradrina singularis Hacker, 2004
- Caradrina sinistra (Janse, 1938)
- Caradrina sogdiana (Boursin, 1936)
- Caradrina soudanensis (Hampson, 1918)
- Caradrina squalida Eversmann, 1842
- Caradrina stenoeca Wiltshire, 1986
- Caradrina stenoptera (Boursin, 1939)
- Caradrina stilpna Boursin, 1957
- Caradrina superciliata Wallengren, 1856
- Caradrina surchica (Boursin, 1937)
- Caradrina suscianja (Mentzer, 1981)
- Caradrina syriaca Staudinger, [1892]
- Caradrina tenebrata Hampson, 1902
- Caradrina terrea Freyer, 1840
- Caradrina tibetica (Draudt, 1950)
- Caradrina tolima Maassen, 1890
- Caradrina torpens Guenée, 1852
- Caradrina transoxanica Hacker, 2004
- Caradrina turatii (Boursin, 1936)
- Caradrina turbulenta (Warren, 1911)
- Caradrina turcomana Hacker, 2004
- Caradrina umbratilis (Draudt, 1933)
- Caradrina vargai Hacker, 2004
- Caradrina variolosa Motschulsky, 1860
- Caradrina vicina Staudinger, 1870
- Caradrina warneckei (Boursin, 1936)
- Caradrina wiltshirei (Boursin, 1936)
- Caradrina wullschlegeli Püngeler, 1903
- Caradrina xanthopis (Hampson, 1909)
- Caradrina xanthorhoda (Boursin, 1937)
- Caradrina xiphophora Boursin, 1967
- Caradrina zaghrobia Hacker, 2004
- Caradrina zandi Wiltshire, 1952
- Caradrina zernyi (Boursin, 1936)
- Caradrina zuleika Boursin, 1957

## Hình ảnh

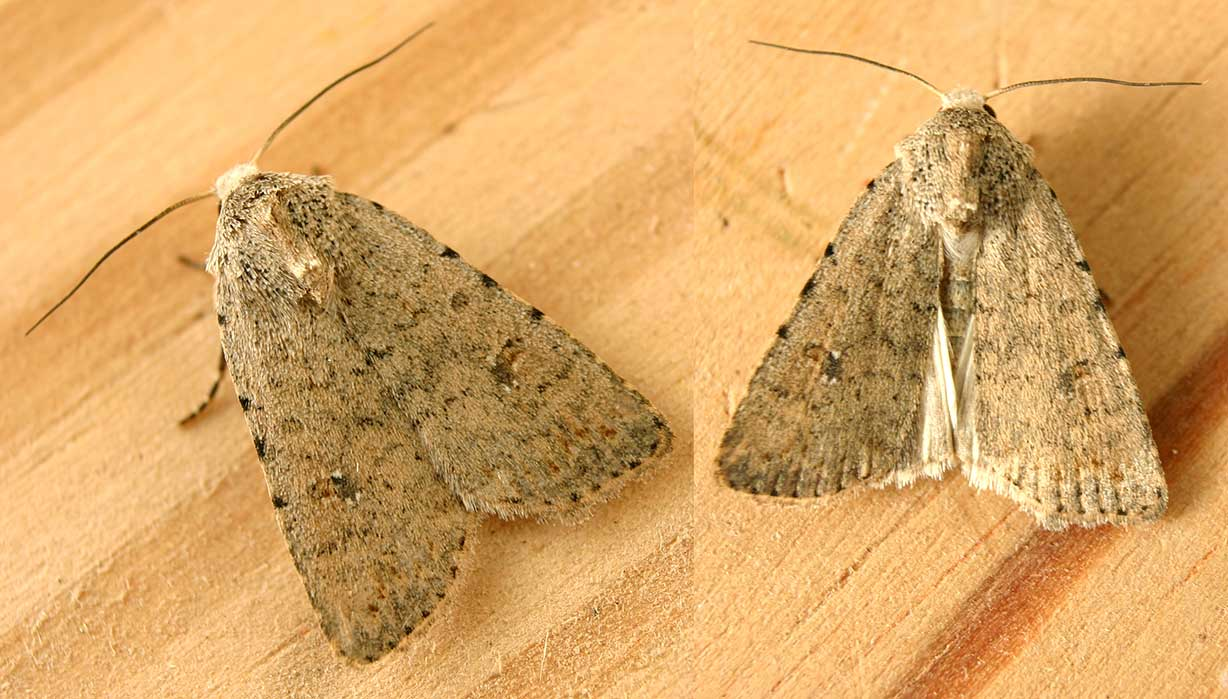
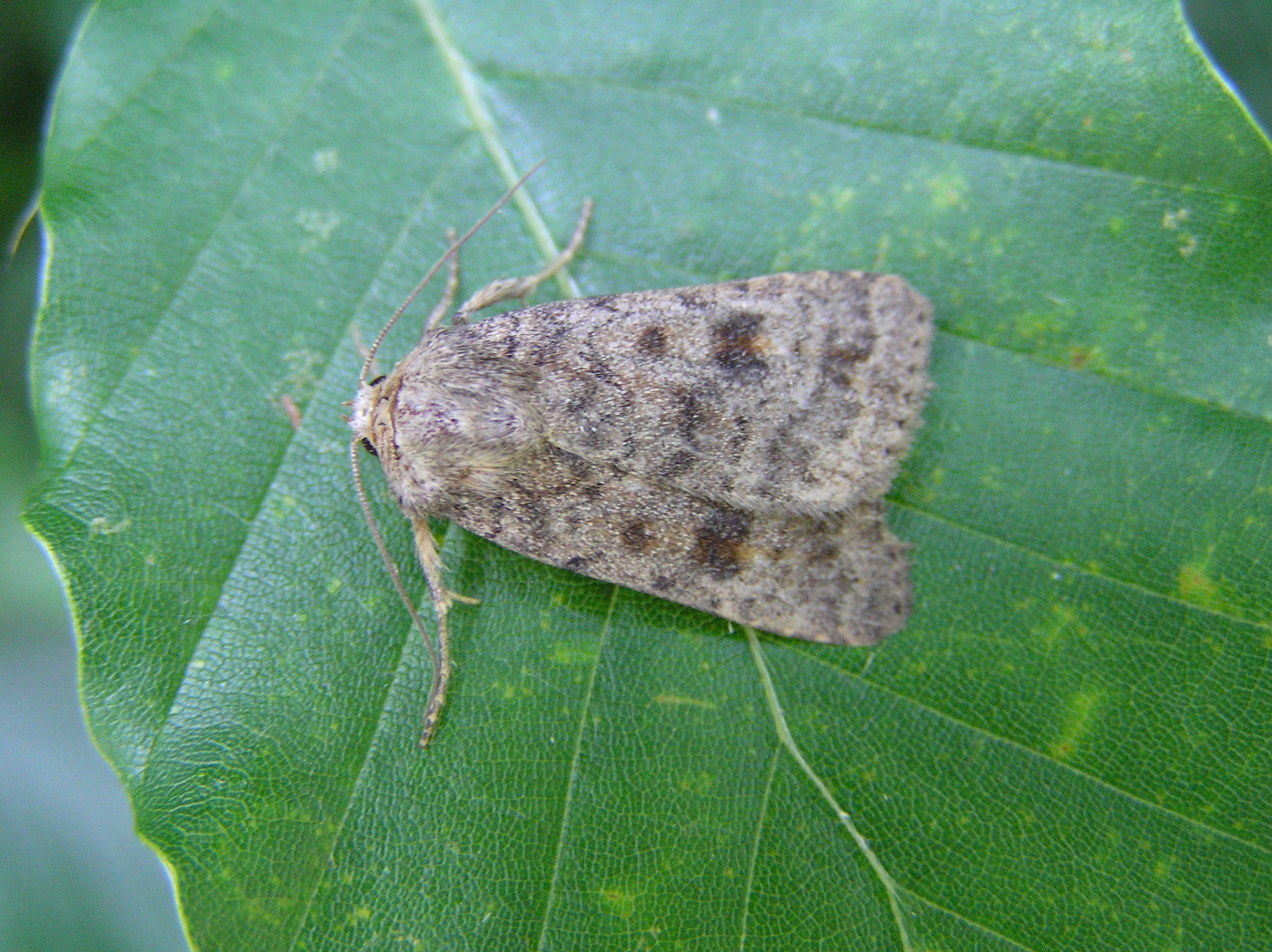
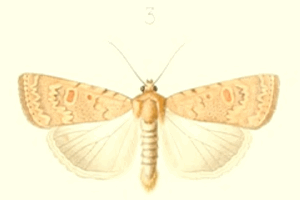
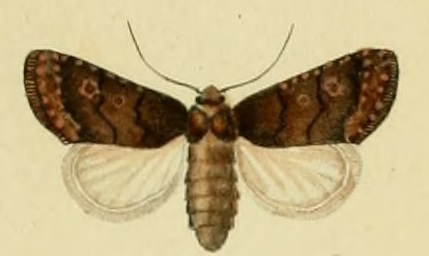